# 셀룰러 (영화)
《셀룰러》(영어: Cellular)는 2004년 개봉한 미국의 액션 스릴러 영화이다.

## 줄거리
고등학교 과학 교사인 제시카 마틴의 평화로운 삶은 정체불명의 괴한 다섯 명에 의해 집에서 납치를 당하면서 산산조각이 난다. 그들의 동기도 모르는 상태에서, 어딘지 알 수 없는 장소로 끌려가 갇힌 제시카는 박살난 전화기를 조합, 연결되는 아무 번호에나 도움을 청하고자 한다.
이 전화를 우연히 휴대폰으로 받게 된 이는 근심거리라고는 없는 청년, 라이언. 그는 곧 제시카뿐만이 아니라 아직 납치되지 않은 그녀의 가족들의 생명까지도 오직 자신에게 달려 있다는 사실을 깨닫고, 구출을 결심한다.
문제는 제시카조차도 자신의 위치를 모르며, 휴대폰 배터리도 영구적이지 않다는 점이다. 과연 라이언은 어떻게 제시카를 구할 수 있을 것인가?

## 출연진
- 크리스 에번스 - 라이언 역
- 킴 베이싱어 - 제시카 케이트 마틴 역
- 제이슨 스테이섬 - 이선 그리어 형사 역
- 윌리엄 H. 메이시 - 로버트 “밥” 무니 경사 역
- 노아 에머릭 - 잭 태너 형사 역
- 리처드 버기 - 크레이그 마틴 역
- 밸러리 크루즈 - 데이나 베이백 형사 역
- 제시카 빌 - 클로이 역
- 에릭 크리스천 올슨 - 채드 역
- 애덤 테일러 고든 - 리키 마틴 역
- 캐럴라인 에런 - 매릴린 무니 역
- 맷 매콜름 - 디슨 형사 역
- 에릭 에터바리 - 디미트리 역
- 브렌던 켈리 - 매드 도그 형사 역
- 릭 호프먼 - 변호사 역
- 린 셰이 - 운전자 역
- 로런 샌체즈 - 뉴스 앵커 역
- 셰리 셰퍼드